# Parapocryptes rictuosus
Parapocryptes rictuosus är en fiskart som först beskrevs av Valenciennes, 1837.  Parapocryptes rictuosus ingår i släktet Parapocryptes och familjen smörbultsfiskar. Inga underarter finns listade i Catalogue of Life.